# Mulazzo
Mulazzo (Mulàs nel dialetto della Lunigiana) è un comune italiano di 2 293 abitanti nella provincia di Massa-Carrara in Toscana.

## Geografia fisica
Il comune di Mulazzo è compreso nella Lunigiana, alla destra del fiume Magra, tra il comune di Tresana a sud, quelli di Pontremoli e Zeri a nord e quelli di Calice al Cornoviglio e Rocchetta di Vara ad ovest. Il territorio è prevalentemente montuoso.

## Origini del nome
Si ritiene che il nome "Mulazzo" derivi dal nome di persona latino Munatius, attraverso un Munatianus che significava appunto terra di Munatius.

## Storia
Nel territorio di Mulazzo – nelle località di Canossa, Campoli e Groppoli – sono stati ritrovati numerosi esemplari di quelle sculture antropomorfe, realizzate a partire dall'età del rame, meglio conosciute come statue stele della Lunigiana.
Feudo imperiale appartenuto alla famiglia Malaspina dal 1164 con il titolo di marchesato, a partire dal XIII secolo i diversi abitati furono fortificati dai vassalli a seguito della scelta definitiva di lasciare il piacentino per la Lunigiana.

Malaspina dello Spino Secco

Il ramo ghibellino del casato malaspininano, detto "dello Spino Secco", ospitò Dante Alighieri esule da Firenze.
Poiché Mulazzo di tale marca era capitale,la presenza di Dante nel borgo è storicamente richiesta al di là di qualsiasi prova documentale. L'arrivo di Dante a Mulazzo, precisamente riferibile alla profezia astronomica posta a chiusura del canto VIII del Purgatorio, avvenne entro il 12 aprile del 1306 secondo il termine ad quem stabilito nel 1965 da Livio Galanti.
Importante considerare che, essendo la presenza del poeta in Lunigiana attestata dagli Atti della Pace di Castelnuovo, siglata il 6 ottobre del 1306, il settimo tramonto della costellazione dell'Ariete su quella del Toro, cui si fa cenno nella citata profezia malspiniana, fissa la datazione del Viaggio della Divina Commedia, al di là di ogni dubbio, all'anno 1300 (Centro Lunigianese di Studi Danteschi).
Il piccolo stato, autonomo dal 1550 e sovrano fino al 1797, fu governato congiuntamente da due linee familiari Malaspina fino al 1776, ad anni alterni dai Malaspina del Castello e Malaspina del Palazzo.

Nel 1559 Mulazzo contava 325 famiglie residenti. 
Nel corso del XVIII secolo subì variazioni territoriali con l'acquisto nel 1710 del marchesato di Calice, Madrignano e Veppo, tolto dall'imperatore al principe Giovanni Andrea Doria del Carretto, nonostante le contestazioni genovesi, e dato alla seconda linea dei marchesi di Mulazzo, e di parte del marchesato di Castevoli nel 1744 dopo l'estinzione di quella linea malaspiniana e dal 1746 del marchesato di Castagnetoli. 

Nel 1772 il marchesato di Calice e Madrignano venne ceduto per debiti alla Toscana, di cui i Malaspina sono fedeli alleati. 
Mulazzo rimase sovrano fino all'abolizione napoleonica dei feudi imperiali in Italia nel luglio 1797. In epoca successiva i vari borghi del comune entrarono in possesso di altre famiglie e del Granducato di Toscana e furono unificati solamente nel XIX secolo: tra questi si ricorda il marchesato di Groppoli.
Mulazzo fu, insieme al comune di Pagani, la prima amministrazione comunale ad avere, dal 1952 al 1960, un sindaco esponente del Movimento Sociale Italiano nella persona di Guglielmo Mariotti, detto Ginetto, reduce della seconda guerra mondiale e della battaglia di El Alamein e componente del gruppo degli ideatori del Premio Bancarella.

### Marchesi Malaspina di Mulazzo
- Linea del Castello
  - Azzo Giacinto 1659-1672
  - Carlo Maria 1672-1705
  - Azzo Giacinto II 1705-1746
  - Carlo Moroello 1746-1774
  - Azzo Giacinto III 1774-1797.

- Linea del Palazzo (marchesi di Calice e Madrignano)
  - Obizzo 1676-1691
  - Gian Cristoforo II 1691-1763
  - Cesare 1763-1776
  - Luigi 1776-1797.

### Simboli
Il gonfalone è un drappo di azzurro.

## Monumenti e luoghi d'interesse

### Architetture religiose
- Chiesa dei Santi Nicolò e Martino
- Chiesa di San Martino
- Chiesa di Sant'Apollinare a Montereggio
- Chiesa di San Biagio a Busatica
- Santuario della Madonna del Monte, già antico ospitale e piorato monastico benedettino situato sul Monte di Crocetta
- Pieve di Castevoli, edificata prima del 900 d.C. e una delle più antiche chiese della provincia, a Castevoli
- Chiesa di Sancti Petri Ad Pisciulam, ad Arpiola
- Chiesa SS Lorenzo e Donnino, a Gavedo. Progettata dal Vinzoni nel 1700

### Architetture civili
- Torre di Dante (XI secolo)
- Via Dantis (marchio registrato), originalissimo percorso di lectura dantis in nove Stazioni riassuntiva dell'intera Divina Commedia.
- Castello di Lusuolo, a Lusuolo

### Altro
- Monumento a Dante Alighieri, ultima opera del maestro Arturo Dazzi (1965)
- Grotta della Diana, grotta con pitture rupestri a Canossa

## Società

### Evoluzione demografica
Abitanti censiti

## Cultura

### Musei
(Dante Alighieri, Divina Commedia, Purg.VIII, 118-19)
- Il museo "Casa di Dante in Lunigiana", comprendente l'esposizione dell'originario Museo dantesco lunigianese (dedicato al dantista mulazzese Livio Galanti), è ospitato nella struttura dell'ultima casa-torre rimasta del borgo storico monumentale (sec. XII-XIII). Si trova non lontano dalla cosiddetta "Torre di Dante", antica struttura del periodo degli Obertenghi. Sulla parete ovest della casa-torre è affissa la "Epigrafe del Centenario" (2006), posta dal Centro Lunigianese di Studi Danteschi (CLSD), ente creatore e gestore del museo, in fregio del settecentesimo anniversario del soggiorno di Dante. Il museo ha per oggetto tutto quanto abbia attinenza, nella vita e nell'opera di Dante, alla terra di Lunigiana. Esso comprende anche la Galleria Artistica "Romano Galanti", la Biblioteca Storica "Giovanni Sforza" e il Percorso Didattico "Paride Chistoni". Completa la struttura il Book Shop del Centro Lunigianese di Studi Danteschi. La struttura si inserisce a capo del circuito nascente de Le Vie di Dante e si rivolge, tramite il Progetto Scuola del CLSD, all'intero universo scolastico nazionale.[9]

## Geografia antropica

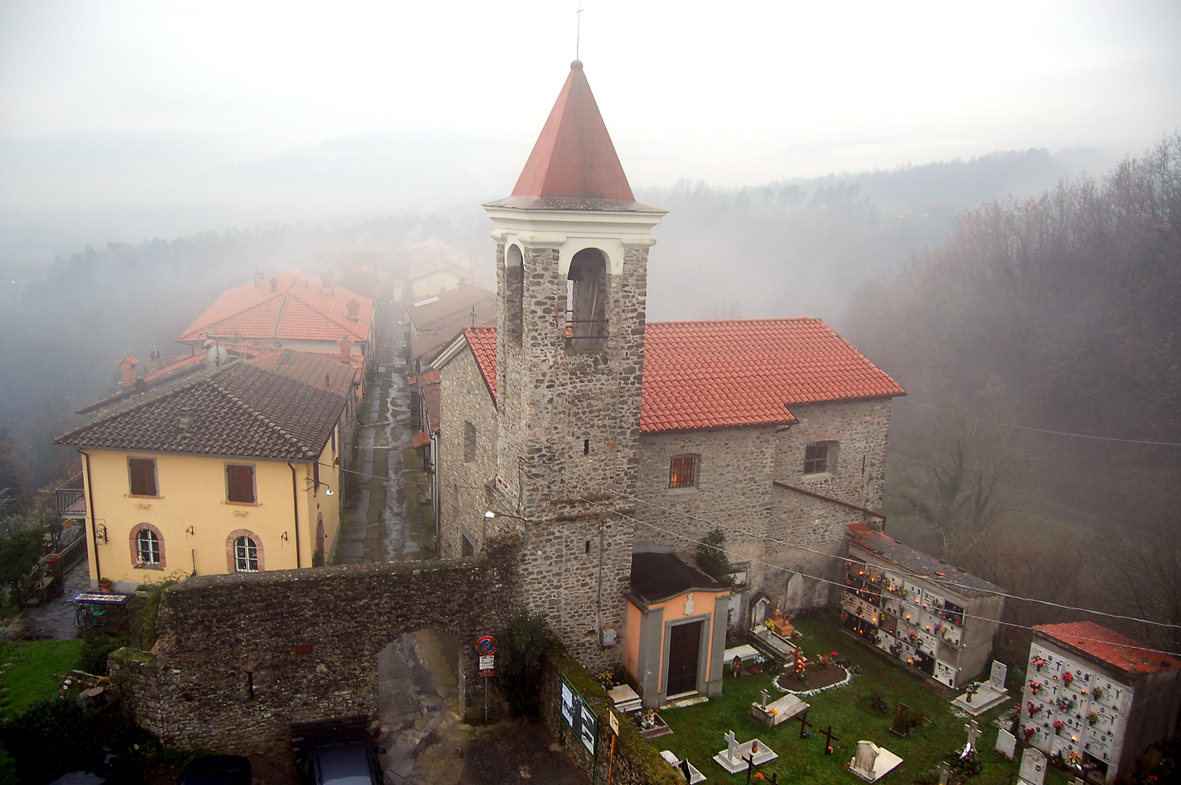
Il borgo fortificato di Lusuolo visto dal castello

### Frazioni
Il comune di Mulazzo comprende le seguenti frazioni:
- Arpiola (225 m s.l.m., 755 abitanti)
- Busatica (400 m s.l.m., 21 abitanti)
- Canossa (399 m s.l.m., 25 abitanti)
- Castagnetoli (271 m s.l.m., 35 abitanti)
- Castevoli (414 m s.l.m., 50 abitanti[11])
- Gavedo (363 m s.l.m., 46 abitanti)
- Groppoli (176 m s.l.m., 582 abitanti)
- Lusuolo (179 m s.l.m., 12 abitanti)
- Montereggio (651 m s.l.m., 46 abitanti)
- Parana (684 m s.l.m., 27 abitanti)
- Pozzo (452 m s.l.m., 74 abitanti)

### Altre località del territorio
Altre località minori del territorio comunale di Mulazzo sono quelle di: Arionzo, Boceda, Borgo, Campoli, Casa di Loja, Cassana, Cerro, Costa d'Arzola, Cravilla, Crocetta, Foce, Pianturcano, Pieve, Ponte Magra, Rivazzo, Serla, Stallone, Talavorno, Terceretoli, Villa Ghelfi.

## Infrastrutture e trasporti
Il comune di Mulazzo è attraversato da quattro strade provinciali della provincia di Massa-Carrara.
- Strada provinciale 31 della Val di Magra: attraversa il comune da sud a nord, quasi a fondovalle, e partendo da Villafranca in Lunigiana e Ponte Magra, finisce a Pontremoli con l'innesto con la strada statale 62 della Cisa.
- Strada provinciale 31 di Mulazzo, parte dalla frazione di Talavorno e, dopo aver attraversato il capoluogo Mulazzo, arriva alla frazione di Parana.
- Strada provinciale 61 di Canossa: attraversa parte del circondario di Castevoli, collegando Lorenzana, nel comune di Tresana, con Ponte Magra, dove si innesta con la provinciale 31.
- Strada provinciale 69 dei Casoni: parte dalla località Ponte San Giuseppe e arriva nei pressi del Passo dei Casoni (Dal 25 ottobre 2011 interrotta a seguito dei danni alluvionali).

## Amministrazione
- Classificazione sismica: zona 2 (sismicità medio-alta), Ordinanza PCM 3274 del 20/03/2003
- Classificazione climatica: zona E, 2365 GR/G
- Diffusività atmosferica: media, Ibimet CNR 2002

Di seguito è presentata una tabella relativa alle amministrazioni che si sono succedute in questo comune.
| Periodo          | Periodo          | Primo cittadino   | Partito                                                       | Carica  | Note   |
| ---------------- | ---------------- | ----------------- | ------------------------------------------------------------- | ------- | ------ |
| 25 novembre 1988 | 22 novembre 1993 | Gianlorenzo Rosi  | Partito Comunista Italiano Partito Democratico della Sinistra | Sindaco | [ 12 ] |
| 22 novembre 1993 | 17 novembre 1997 | Roberto Malaspina | Partito Socialista Democratico Italiano                       | Sindaco | [ 12 ] |
| 17 novembre 1997 | 28 maggio 2002   | Roberto Malaspina | lista civica                                                  | Sindaco | [ 12 ] |
| 28 maggio 2002   | 29 maggio 2007   | Sandro Donati     | centro-sinistra (liste civiche)                               | Sindaco | [ 12 ] |
| 29 maggio 2007   | 7 maggio 2012    | Sandro Donati     | lista civica                                                  | Sindaco | [ 12 ] |
| 7 maggio 2012    | 12 giugno 2017   | Claudio Novoa     | lista civica Insieme per il nostro futuro                     | Sindaco | [ 12 ] |
| 12 giugno 2017   | 12 giugno 2022   | Claudio Novoa     | lista civica Insieme per il nostro futuro                     | Sindaco | [ 12 ] |
| 13 giugno 2022   | in carica        | Claudio Novoa     | lista civica sostenuto da IV Insieme per il nostro futuro     | Sindaco | [ 12 ] |

## Sport
La squadra locale di calcio è l'ASD Mulazzo, che milita in prima categoria. Gioca le proprie partite al campo sportivo comunale "Mario Calani".
Nel comune di Mulazzo si trova la sede dell'unica squadra di rugby a 15 della Lunigiana, Lunigiana Amatori Rugby, che gioca le proprie partite di casa nella località Groppoli.